# Петряєв Костянтин Дмитрович
Костянти́н Дми́трович Петря́єв (рос. Константин Дмитриевич Петряев; 19 січня 1917, Березовський,  Пермська губернія, Російська імперія — 30 вересня 1987, Одеса, УРСР, СРСР)  — радянський історик, педагог, професор.

## Біографія
Костянтин Дмитрович Петряєв народився 19 січня 1917 року у м. Березовський Єкатеринбурзького повіту Пермської губернії Росії в родині службовців.
В 1938 році закінчив історичний факультет Свердловського педагогічного інституту. Одразу був прийняти в аспірантуру Ленінградського педагогічного інституту ім. О. І. Герцена.
У травні 1941 року захистив дисертацію «І та ІІ з'їзди Рад у германській революції 1918—1919 рр.» на здобуття наукового ступеня кандидата історичних наук. Після захисту отримав посаду доцента Ленінградського державного педагогічного інституту.
В 1941—1944 роках перебував у лавах Червоної Армії, воював у складі частин Ленінградського та Волховського фронтів. На початку 1944 року був демобілізований та направлений у м. Сиктивкар Комі АРСР, де працював завідувачем кафедри загальної історії педагогічного інституту.
В 1953 році був обраний за конкурсом завідувачем кафедри загальної історії Одеського державного університету ім. І. І. Мечникова. У 1963—1972 роках завідував кафедрою нової історії зарубіжних країн.
В 1966 році захистив дисертацію «Сучасна історіографія Німеччини 1871—1914 рр.» і здобув науковий ступінь доктора історичних наук. Згодом було присвоєно вчене звання професора.
В подальшому працював професором в Одеському інституті холодильної промисловості, Інституті підвищення кваліфікації керівних працівників та спеціалістів Міністерства морського флоту СРСР (м. Одеса).
Помер 30 вересня 1987 року в Одесі. Похований на Другому християнському кладовищі.

## Наукова діяльність
Є автором 300 опублікованих робіт, 120 з яких присвячені історії та історіографії Німеччини, історії Англії. Автор першої в СРСР монографії «Питання методології історичної науки».
В Одеському університеті підготував 19 кандидатів наук, 7 з котрих стали докторами наук, серед яких професор С. Й. Аппатов.

### Праці
- Петряев К. Д. Курс лекций по истории Франции, Германии, Англии, Ирландии и США. 1871—1914. — Часть І: 1871—1900 гг. — Киев: КГУ, 1958. — 443 с.
- Петряев К. Д. Курс лекций по истории Франции, Германии, Англии, Ирландии и США. 1871—1914 гг. — Часть ІІ: 1900—1914 гг. — Киев: КГУ, 1960. — 508 с.
- Петряев К. Д. Современная советская историография истории рабочего движения Германии 1871—1914 гг. [Текст]: Конспект лекций для студентов-заочников исторического факультета университета.  - Одесса, 1965. — 88 с.
- Петряев К. Д. Вопросы методологии исторической науки [Текст]. — Киев: Вища шк., 1971. — 163 с.

## Нагороди
- Ордени Червоної Зірки, Вітчизняної війни ІІ ступеня.
- 10 медалей («За відвгу», «За бойові заслуги» , «За оборону Ленинграда», «За перемогу над Німеччиною у Великій Вітчизняній війні 1941—1945 рр.», «За доблесну працю у Великій Вітчизняній війні 1941—1945 рр.», «За доблесну працю», «Ветеран праці» та ін.)
- Почесне звання «Заслужений працівник вищої школи УРСР».

## Родина
Брат: Євген Дмитрович Петряєв (1913—1987) — полковник, мікробіолог, кандидат біологічних наук, письменник, краєзнавець.
Дружина: Євгенія Іллівна Петряєва (Перевалова) (1921—1995) — кандидат філологічних наук, працювала доцентом кафедри російської літератури Одеського держуніверситету.
Дочка: Тетяна Костянтинівна Чурилова (1946 р.н.) — викладач.